# Pseudoneaera thaumasia
Pseudoneaera thaumasia is een tweekleppigensoort uit de familie van de Cuspidariidae. De wetenschappelijke naam van de soort is voor het eerst geldig gepubliceerd in 1901 door Sturany.